# Ricerca del petrolio
Il petrolio viene estratto da diversi paesi. 

## Metodo sismico a riflessione

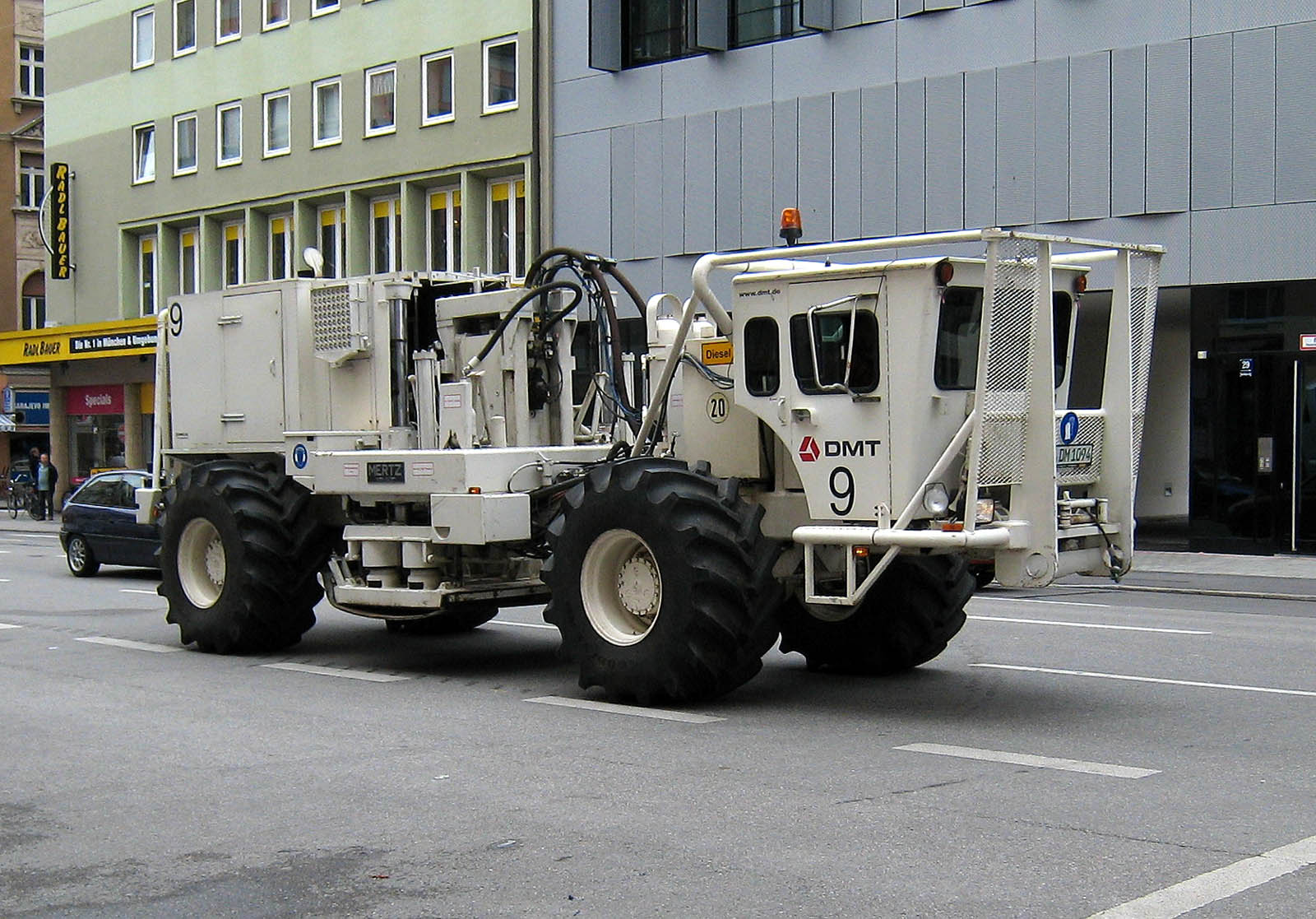
Apparecchiatura tipo Vibroseis, è ben visibile la piastra vibrante, in posizione sollevata, sotto il pianale del mezzo. Al momento dell'uso la piastra viene spinta tramite martinetti idraulici contro il suolo ed il mezzo di trasporto fornirà la massa necessaria per energizzare il suolo mettendo in vibrazione controllata la massa del mezzo.

Questa tecnica consiste nell'emettere onde compressive nel sottosuolo tramite una sorgente sismica come una piccola carica di esplosivo, oppure l'utilizzo di vibroseis a terra o di air gun in mare. Le onde sismiche, riflesse dagli stati geologici, vengono poi monitorate e registrate da sensori di superficie detti geofoni. I dati rilevati, permettono di ricostruire la struttura degli strati rocciosi e quindi scoprire l'esistenza di giacimenti petroliferi.
Il rilevamento effettuato permette solamente di ipotizzare l'esistenza del giacimento petrolifero: la certezza della sua presenza e della sua consistenza potrà essere verificata perforando il terreno in diversi punti. Le operazioni di ricerca dipendono comunque dalla consistenza e dalla profondità del giacimento. Le onde provocate dalle cariche esplosive tendono a restare di pari intensità  in prossimità del giacimento, mentre se esse investono lo strato roccioso tendono a diminuire o non si riescono neanche a registrare.

## Perforazione
La perforazione del terreno con appositi impianti, scendendo nel sottosuolo fino alla profondità suggerita dalle analisi geologiche e geofisiche precedenti, permette il diretto riconoscimento dell'eventuale presenza di giacimenti petroliferi.
Durante la perforazione le rocce attraversate vengono studiate sia tramite il recupero di campioni dal sottosuolo, detti carote con operazioni di carotaggio sia valutando i risultati delle operazioni di logging.